# Bahnstrecke Kiel–Lübeck
| |                                                                                                  |                                                                        |                                                                        |
| Streckennummer: | 1023 (Kiel Hbf – Eutin) 1110 (Eutin – Bad Schwartau Abzw) 1100 (Bad Schwartau Abzw – Lübeck Hbf) |                                                                        |                                                                        |
| Kursbuchstrecke (DB): | 145, ex 114 e                                                                                    |                                                                        |                                                                        |
| Kursbuchstrecke: | 103a (1934) 114e (1946)                                                                          |                                                                        |                                                                        |
| Streckenlänge: | 80,7 km                                                                                          |                                                                        |                                                                        |
| Spurweite: | 1435 mm (Normalspur)                                                                             |                                                                        |                                                                        |
| Streckengeschwindigkeit: | 140 km/h                                                                                         |                                                                        |                                                                        |
| Zugbeeinflussung: | PZB                                                                                              |                                                                        |                                                                        |
| Zweigleisigkeit: | Bad Malente-Gremsmühlen – Eutin Bad Schwartau – Lübeck Hbf                                       |                                                                        |                                                                        |
| |                                                                                                  |                                                                        |                                                                        |
| \| \| \| zum Norwegenkai und Seefischmarkt \| \| \| \| \| Schwedenkai (ehem. Bollhörnkai) \| \| \| \| \| \| \| \| \| \| Kiel, alter Bahnhof (1844–1899) \| \| \| \| 0,0 \| Kiel Hbf \| Kiel Hbf \| \| \| \| nach Flensburg \| \| \| \| \| \| \| \| \| \| nach Hamburg-Altona \| \| \| \| \| von Meimersdorf \| \| \| \| \| Kiel Hbf (Ss) (Abzw) \| \| \| \| \| nach Kiel Süd (Ss) \| \| \| \| \| nach Kiel-Wellsee (seit 1976) \| \| \| \| \| Kleinbahn Kiel–Segeberg \| \| \| \| 5,0 \| Kiel-Elmschenhagen \| Kiel-Elmschenhagen \| \| \| 5,3 \| Elmschenhagen (bis 1981) \| Elmschenhagen (bis 1981) \| \| \| 6,5 \| Kroog (bis 1981) \| Kroog (bis 1981) \| \| \| \| Anschluss Schwentinepark / Schenker AG \| \| \| \| \| Raisdorf-Ostseepark (geplant)[1] \| \| \| \| 9,5 \| Raisdorf \| Raisdorf \| \| \| \| Preetz-Nord (geplant)[1] \| \| \| \| \| Preetz-Krankenhaus (geplant)[1] \| \| \| \| \| Mühlenau/Postau \| \| \| \| \| Kleinbahn Kirchbarkau–Lütjenburg \| \| \| \| \| von Kirchbarkau \| \| \| \| 15,4 \| Preetz \| Preetz \| \| \| \| Anschluss Waggonfabrik Heine \| \| \| \| 19,1 \| Kühren (Holst) \| Kühren (Holst) \| \| \| 21,7 \| Wahlstorf \| Wahlstorf \| \| \| \| von Neumünster \| \| \| \| 26,7 \| Ascheberg (Holst) \| Ascheberg (Holst) \| \| \| \| Plön Prinzenbahnhof[2] (etwa 1896–1910) \| \| \| \| 33,1 \| Plön \| Plön \| \| \| 38,7 \| Timmdorf \| Timmdorf \| \| \| \| nach Lütjenburg \| \| \| \| 42,4 \| Bad Malente-Gremsmühlen Üst Hp vormals Keilbahnhof \| Bad Malente-Gremsmühlen Üst Hp vormals Keilbahnhof \| \| \| 47,70,0 \| Eutin \| Eutin \| \| \| \| nach Neustadt (Holst) \| \| \| \| 4,8 \| Bockholt \| Bockholt \| \| \| 8,7 \| Ottendorf (Holst) \| Ottendorf (Holst) \| \| \| 11,5 \| Pönitz (Holst) \| Pönitz (Holst) \| \| \| \| nach Ahrensbök \| \| \| \| 13,8 \| Gleschendorf \| Gleschendorf \| \| \| 19,3 \| Pansdorf \| Pansdorf \| \| \| \| Schwartau \| \| \| \| 26,66,6 \| Bad Schwartau Abzw von Puttgarden \| Bad Schwartau Abzw von Puttgarden \| \| \| 6,0 \| Bad Schwartau Hp \| Bad Schwartau Hp \| \| \| 4,7 \| Schwartau Waldhalle Abzw \| von Lübeck-Travemünde \| \| \| 0,0 \| Lübeck Hbf \| Lübeck Hbf \| \| \| \| \| \| \| \| \| nach Hamburg, nach Lüneburg, nach Bad Kleinen und nach Lübeck-Schlutup \| \| \| \| \| \| \| |                                                                                                  |                                                                        |                                                                        |
| Strecke |                                                                                                  | zum Norwegenkai und Seefischmarkt                                      | zum Norwegenkai und Seefischmarkt                                      |
| Betriebs-/Güterbahnhof Streckenanfang · Strecke |                                                                                                  | Schwedenkai (ehem. Bollhörnkai)                                        | Schwedenkai (ehem. Bollhörnkai)                                        |
| Abzweig ehemals geradeaus und nach links · Abzweig geradeaus und von rechts |                                                                                                  |                                                                        |                                                                        |
| Bahnhof (Strecke außer Betrieb) · Strecke |                                                                                                  | Kiel, alter Bahnhof (1844–1899)                                        | Kiel, alter Bahnhof (1844–1899)                                        |
| Kopfbahnhof Strecke bis hier außer Betrieb · Strecke | 0,0                                                                                              | Kiel Hbf                                                               | Kiel Hbf                                                               |
| Abzweig geradeaus und nach rechts · Strecke |                                                                                                  | nach Flensburg                                                         | nach Flensburg                                                         |
| Verschwenkung nach links · Verschwenkung nach rechts |                                                                                                  |                                                                        |                                                                        |
| Abzweig geradeaus und nach rechts |                                                                                                  | nach Hamburg-Altona                                                    | nach Hamburg-Altona                                                    |
| Abzweig geradeaus und von rechts |                                                                                                  | von Meimersdorf                                                        | von Meimersdorf                                                        |
| Blockstelle |                                                                                                  | Kiel Hbf (Ss) (Abzw)                                                   | Kiel Hbf (Ss) (Abzw)                                                   |
| Abzweig geradeaus und nach links |                                                                                                  | nach Kiel Süd (Ss)                                                     | nach Kiel Süd (Ss)                                                     |
| Abzweig geradeaus und nach rechts |                                                                                                  | nach Kiel-Wellsee (seit 1976)                                          | nach Kiel-Wellsee (seit 1976)                                          |
| Kreuzung geradeaus oben (Querstrecke außer Betrieb) |                                                                                                  | Kleinbahn Kiel–Segeberg                                                | Kleinbahn Kiel–Segeberg                                                |
| Bahnhof | 5,0                                                                                              | Kiel-Elmschenhagen                                                     | Kiel-Elmschenhagen                                                     |
| ehemaliger Haltepunkt / Haltestelle | 5,3                                                                                              | Elmschenhagen (bis 1981)                                               | Elmschenhagen (bis 1981)                                               |
| ehemaliger Haltepunkt / Haltestelle | 6,5                                                                                              | Kroog (bis 1981)                                                       | Kroog (bis 1981)                                                       |
| Abzweig geradeaus und ehemals von links |                                                                                                  | Anschluss Schwentinepark / Schenker AG                                 | Anschluss Schwentinepark / Schenker AG                                 |
| ehemaliger Haltepunkt / Haltestelle |                                                                                                  | Raisdorf-Ostseepark (geplant)                                          | Raisdorf-Ostseepark (geplant)                                          |
| Bahnhof | 9,5                                                                                              | Raisdorf                                                               | Raisdorf                                                               |
| ehemaliger Haltepunkt / Haltestelle |                                                                                                  | Preetz-Nord (geplant)                                                  | Preetz-Nord (geplant)                                                  |
| ehemaliger Haltepunkt / Haltestelle |                                                                                                  | Preetz-Krankenhaus (geplant)                                           | Preetz-Krankenhaus (geplant)                                           |
| Brücke über Wasserlauf |                                                                                                  | Mühlenau/Postau                                                        | Mühlenau/Postau                                                        |
| Kreuzung geradeaus oben (Querstrecke außer Betrieb) |                                                                                                  | Kleinbahn Kirchbarkau–Lütjenburg                                       | Kleinbahn Kirchbarkau–Lütjenburg                                       |
| Abzweig geradeaus und ehemals von rechts |                                                                                                  | von Kirchbarkau                                                        | von Kirchbarkau                                                        |
| Bahnhof | 15,4                                                                                             | Preetz                                                                 | Preetz                                                                 |
| Abzweig geradeaus und ehemals nach links |                                                                                                  | Anschluss Waggonfabrik Heine                                           | Anschluss Waggonfabrik Heine                                           |
| ehemaliger Haltepunkt / Haltestelle | 19,1                                                                                             | Kühren (Holst)                                                         | Kühren (Holst)                                                         |
| ehemaliger Haltepunkt / Haltestelle | 21,7                                                                                             | Wahlstorf                                                              | Wahlstorf                                                              |
| Abzweig geradeaus und ehemals von rechts |                                                                                                  | von Neumünster                                                         | von Neumünster                                                         |
| Bahnhof | 26,7                                                                                             | Ascheberg (Holst)                                                      | Ascheberg (Holst)                                                      |
| ehemaliger Haltepunkt / Haltestelle |                                                                                                  | Plön Prinzenbahnhof (etwa 1896–1910)                                   | Plön Prinzenbahnhof (etwa 1896–1910)                                   |
| Bahnhof | 33,1                                                                                             | Plön                                                                   | Plön                                                                   |
| ehemaliger Bahnhof | 38,7                                                                                             | Timmdorf                                                               | Timmdorf                                                               |
| Abzweig geradeaus und ehemals von links |                                                                                                  | nach Lütjenburg                                                        | nach Lütjenburg                                                        |
| Bahnhof | 42,4                                                                                             | Bad Malente-Gremsmühlen Üst Hp vormals Keilbahnhof                     | Bad Malente-Gremsmühlen Üst Hp vormals Keilbahnhof                     |
| Bahnhof | 47,70,0                                                                                          | Eutin                                                                  | Eutin                                                                  |
| Abzweig geradeaus und ehemals nach links |                                                                                                  | nach Neustadt (Holst)                                                  | nach Neustadt (Holst)                                                  |
| ehemaliger Haltepunkt / Haltestelle | 4,8                                                                                              | Bockholt                                                               | Bockholt                                                               |
| ehemaliger Bahnhof | 8,7                                                                                              | Ottendorf (Holst)                                                      | Ottendorf (Holst)                                                      |
| Bahnhof | 11,5                                                                                             | Pönitz (Holst)                                                         | Pönitz (Holst)                                                         |
| Abzweig geradeaus und ehemals nach rechts |                                                                                                  | nach Ahrensbök                                                         | nach Ahrensbök                                                         |
| ehemaliger Haltepunkt / Haltestelle | 13,8                                                                                             | Gleschendorf                                                           | Gleschendorf                                                           |
| Bahnhof | 19,3                                                                                             | Pansdorf                                                               | Pansdorf                                                               |
| Brücke über Wasserlauf |                                                                                                  | Schwartau                                                              | Schwartau                                                              |
| Abzweig geradeaus und von links | 26,66,6                                                                                          | Bad Schwartau Abzw von Puttgarden                                      | Bad Schwartau Abzw von Puttgarden                                      |
| Haltepunkt / Haltestelle | 6,0                                                                                              | Bad Schwartau Hp                                                       | Bad Schwartau Hp                                                       |
| Abzweig geradeaus und von links | 4,7                                                                                              | Schwartau Waldhalle Abzw                                               | von Lübeck-Travemünde                                                  |
| Bahnhof | 0,0                                                                                              | Lübeck Hbf                                                             | Lübeck Hbf                                                             |
| |                                                                                                  |                                                                        |                                                                        |
| Strecke |                                                                                                  | nach Hamburg, nach Lüneburg, nach Bad Kleinen und nach Lübeck-Schlutup | nach Hamburg, nach Lüneburg, nach Bad Kleinen und nach Lübeck-Schlutup |
| |                                                                                                  |                                                                        |                                                                        |

Die Bahnstrecke Kiel–Lübeck ist eine nicht elektrifizierte, größtenteils eingleisige Eisenbahnverbindung im Osten Schleswig-Holsteins. Sie verbindet mit Kiel und Lübeck die beiden einzigen Großstädte des Landes. Die 81 Kilometer lange Strecke wurde bis Dezember 2022 von der Regionalbahn Schleswig-Holstein bedient, seit 12. Dezember 2022 verkehrt die erixx Holstein GmbH.

## Geographie
Die Strecke verläuft von Kiel über die Städte Preetz, Plön und Eutin bis Lübeck durch das Holsteinische Hügelland, im Abschnitt Ascheberg–Eutin durch die Holsteinische Schweiz. Diese ist von Seen, Wäldern und Endmoränen geprägt und somit ein bedeutendes Urlaubsgebiet.

## Geschichte
Der Abschnitt Kiel–Ascheberg wurde am 31. Mai 1866 zusammen mit der Bahnstrecke Neumünster–Neustadt in Holstein eröffnet. Betreiber beider Strecken war die Altona-Kieler Eisenbahn-Gesellschaft (AKE). Somit waren Kiel und Neumünster mit dem Ostseehafen Neustadt auf der Schiene verbunden, aber noch nicht mit der wichtigen Hafenstadt Lübeck. Grund dafür war, dass Lübeck damals als Freie Reichsstadt nicht zu Schleswig-Holstein gehörte und der dort in Personalunion regierende dänische König keinen industriellen Aufschwung Lübecks finanzieren wollte.
Erst am 10. April 1873 kam die Verbindung von Eutin nach Lübeck über Bad Schwartau hinzu. Diese Strecke wurde von der Eutin-Lübecker Eisenbahn-Gesellschaft (ELE) erbaut. Die AKE wurde 1884 verstaatlicht, die ertragreiche ELE erst 1941.

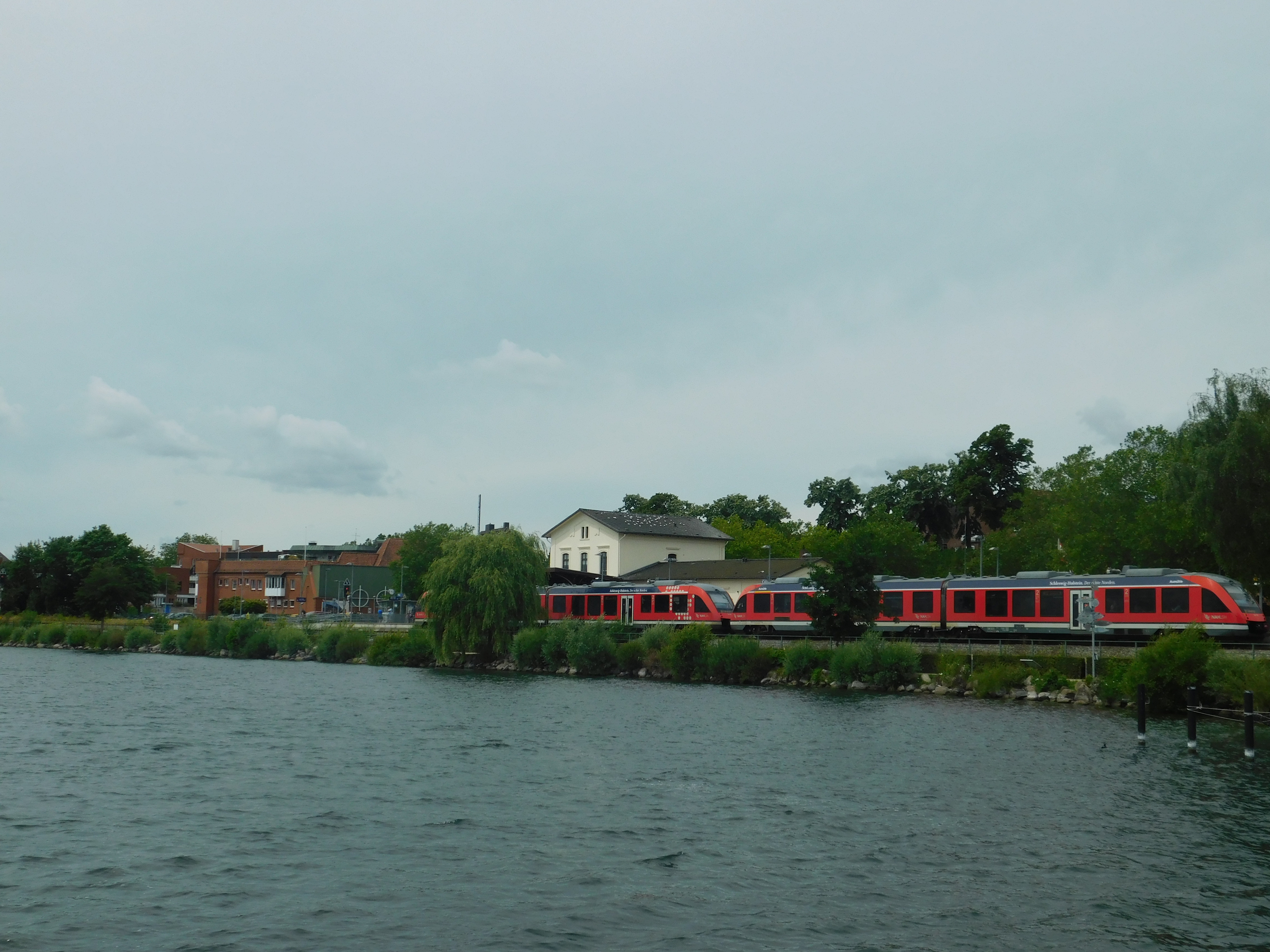
Regionalbahn Kiel-Lübeck im Bahnhof von Plön

Trotz der unterschiedlichen Bahngesellschaften fuhren die Personenzüge schon bald in der Relation Kiel–Lübeck, während die beiden anderen Streckenäste – Neumünster–Ascheberg und Eutin–Neustadt – an Bedeutung verloren. 1929 gab es ein Schnellzug-Paar, das zwischen Kiel, Lübeck und Berlin verkehrte. Der Schnellzug brauchte für die Strecke Kiel–Lübeck rund 95 Minuten. Andere durchgehende Personenzüge benötigten rund 150 Minuten. Die Strecke Neumünster–Ascheberg war damals in die Kursbuchtabelle der Strecke integriert.
Später gewann die Strecke weiter an Bedeutung. Mitte der 1970er Jahre befuhren das Schnellzug-Paar Schwarzwald-Express (Kiel–Seebrugg) und mehrere Heckeneilzüge die Strecke, darunter ein Zugpaar der Relation Kiel–Bad Harzburg. Die Strecke war damals als Kursbuchstrecke 145: Flensburg–Lüneburg, verzeichnet. Einige Eilzüge verkehrten dementsprechend durchgehend zwischen diesen beiden Städten. Viele dieser Züge fuhren mit Triebwagen der Baureihe 613.

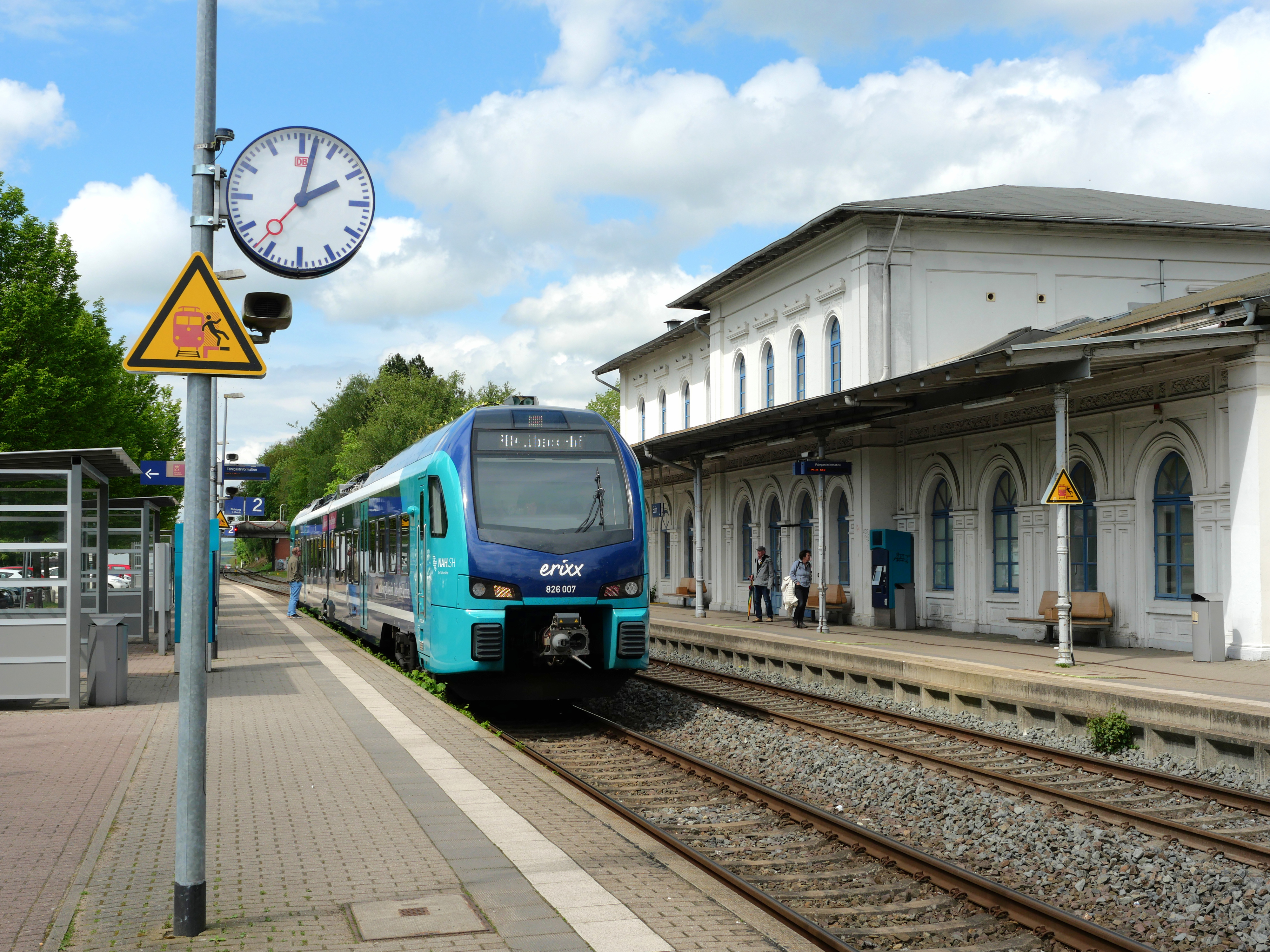
Erixx-Akkutriebwagen im Bahnhof Eutin (Mai 2024)

Zwischen 1980 und 1985 wurden mehrere Bahnhöfe der Strecke für den Personenverkehr aufgelassen. Dies betraf 1980 Bockholt und Kühren, 1981 Elmschenhagen, Kroog und Wahlstorf sowie 1985 Gleschendorf, Ottendorf, Timmdorf und Pansdorf. Letzterer wurde 2000 wieder reaktiviert.
Am 22. Dezember 1993 ereignet sich im Klosterforst bei Raisdorf ein schweres Zugunglück: Dabei stießen der vollbesetzte Eilzug 3004 und ein Arbeitszug der Bahn auf dem eingleisigen Abschnitt zwischen Preetz und Raisdorf zusammen. Es gab 93 Verletzte und einen Toten.
Eine erste Baustufe der Ausbaumaßnahme der Strecke Kiel–Lübeck ist bis Juni 2010 realisiert worden.
Sie umfasste den Neubau des Bahnhofs in Kiel-Elmschenhagen mit Schaffung einer Kreuzungsmöglichkeit, die Erweiterung des Bahnhofs Plön für Systemkreuzungen (einschließlich einer umfassenden Sanierung des Bahnhofsgebäudes und der Bahnsteige) und den Ausbau des Abschnitts Preetz–Ascheberg für Geschwindigkeiten bis 140 km/h.
Die Baumaßnahmen dienten dazu, einen annähernden 30-Minuten-Takt zwischen Kiel und Lübeck zu ermöglichen. Die Strecke wird seit dem 19. Dezember 2005 durch ein elektronisches Stellwerk (ESTW) aus Lübeck ferngesteuert.

## Betrieb

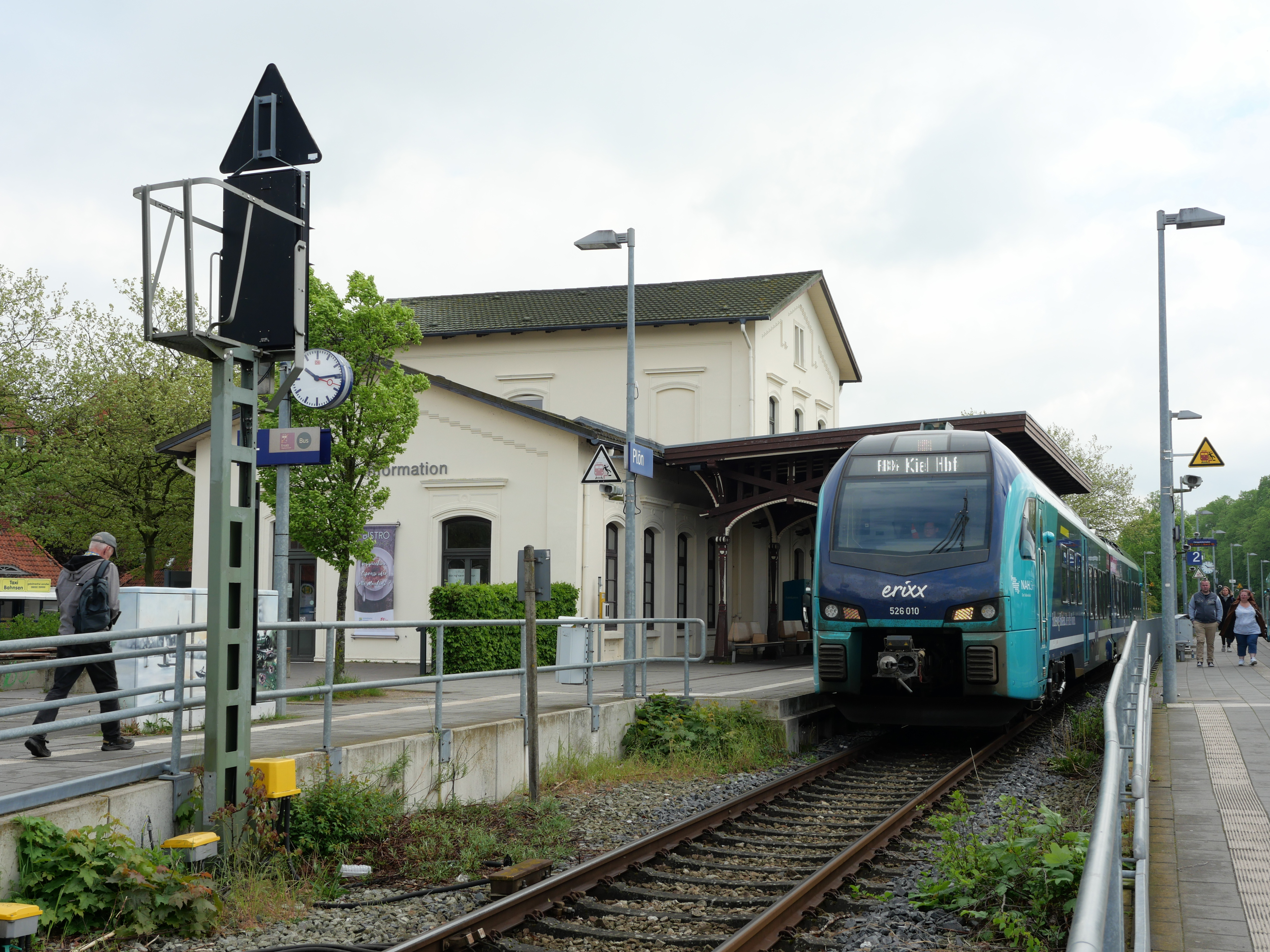
Stadler FLIRT Akku im Bahnhof Plön

Die Strecke wird im Personenverkehr mit Regional-Express-Zügen (RE 83) in ca. 70 Minuten und Regional-Bahn-zügen (RB 84) in 88 Minuten, jeweils im Stundentakt befahren. Damit ergibt sich täglich auf dem mittleren Abschnitt zwischen Preetz und Eutin ein exakter und auf der übrigen Strecke ein annähernder Halbstundentakt.
Seit der Betriebsübernahme am 12. Dezember 2022 wurden von erixx Holstein GmbH ausschließlich LINT-41-Triebwagen eingesetzt, seit Mitte 2023 werden diese sukzessive durch neuere FLIRT-Akku-Triebzüge ersetzt. Die Fahrtdauer zwischen beiden Städten beträgt 68 Minuten.
Seit Januar 2024 hält der Regionalexpress RE 83 zusätzlich in Ascheberg.
Es findet kein planmäßiger Güterverkehr mehr statt.

### Zugverbindungen
Der früher vorhandene durchgehende Verkehr vom Bahnhof Flensburg über Kiel nach Lübeck Hauptbahnhof – teilweise sogar bis Lüneburg–Uelzen–Braunschweig – ist heute in Kiel betrieblich getrennt. Der Regionalexpress und die Regionalbahn fahren so, dass sich in etwa ein Halbstundentakt ergibt. Es gibt folgende Zugläufe:
| Linie | Zuglauf | Takt      |
| ----- | --- | --------- |
| RE 83 | Kiel Hbf – Raisdorf – Preetz – Ascheberg (Holst) – Plön – Bad Malente-Gremsmühlen – Eutin – Bad Schwartau – Lübeck Hbf (– Lübeck-Hochschulstadtteil – Lübeck Flughafen – Ratzeburg – Mölln (Lauenburg) – Büchen – Lauenburg (Elbe) – Echem – Lüneburg) (Einzelne Züge auch ab Lübeck Hbf nach Hamburg Hbf.) | stündlich |
| RB 84 | Kiel Hbf – Kiel-Elmschenhagen – Raisdorf – Preetz – Ascheberg (Holst) – Plön – Bad Malente-Gremsmühlen – Eutin – Pönitz (Holst) – Pansdorf – Bad Schwartau – Lübeck Hbf | stündlich |

## Ausblick
Die Strecke soll ab dem 3. Quartal 2024[veraltet] ausgebaut werden. Der Termin wurde bereits mehrfach verschoben, noch 2021 war eine Fertigstellung für 2022 angegeben.
Im dritten Gutachterentwurf des Deutschlandtakts ist ein drittes Gleis zwischen Lübeck und Bad Schwartau unterstellt. Dafür sind, zum Preisstand von 2015, Investitionen von 330 Millionen Euro vorgesehen.

## Sonstiges
Der Bahnhof Plön, der direkt am Ufer des Großen Plöner Sees liegt, wurde durch die ARD-Fernsehserie Kleinstadtbahnhof bekannt, die dort in den 1970er Jahren gedreht wurde; der Bahnhofsname wurde in der Serie in Lüttin verändert.